# 라세이냐이 전투
라세이냐이 전투(영어: Battle of Raseiniai, 러시아어: Расейняйское сражение)는 에리히 회프너의 제4기갑군과 제3기계화군단이 쿠즈네트노프 장군의 제12기계화군단북서부 전선군의 스체테노프 장군 명령으로 리투아니아 카우나스에서 표도르 쿠즈네초프가 네만강을 넘는 독일군을 방어했던 전투이다. 이 결과, 소련은 북서부 전선군 대부분의 병력이 파괴되고 다우가바강까지 독일의 공세를 받게 된다. 이 전투는 소련 역사에서 바르바로사 작전 초기 국경 방어전(6월 22일-27일) 중 가장 큰 전투인 북부 전선의 발트 작전 중의 일부였다.

## 서막
빌헬름 리터 폰 레프 원수의 북부 집단군은 바르바로사 작전 전 3개 군으로 북부 동프로이센에서 공세를 시작했다. 북부 집단군은 18 군, 16 군과 에리히 회프너의 4 기갑군으로 이루어져 있었다. 독일은 총 20개의 보병 사단과 3개의 기갑 사단 및 3개의 차량화 보병 사단이 있었다. 항공 지원으로는 1 항공대가 있었다.
발트 지역의 군사 지휘부인 발트 군사 지부는 북부 집단군의 침공 후 표도르 쿠즈네초프의 명령으로 북서부 전선군으로 명칭이 바뀌었다. 이 전선군은 8 군, 11 군, 27 군으로 이루어져 있었다. 소련은 총 북서부 전선군에서 28개 소총 사단, 4개 기갑 사단, 2개 차량화 사단이 있었다.

## 작전
북부 집단군의 4 기갑군은 41 기갑 군단, 51 기갑 군단으로 이루어져 있었다. 이 기갑군의 목표는 네만강과 다우가바강으로, 이는 북부 집단군에서 레닌그라드까지의 진격로 중 유일한 자연 방해물이었다.
독일 폭격기는 리가, 크론시타트, 샤울랴이, 빌뉴스, 카우나스 등지에서 통신 센터, 해군 기지, 특히 비행장 대다수를 폭격했다. 소련 항공기는 한 시간 비상 태세에 있었으나, 이미 독일 폭격기의 첫 번째 웨이브 후였다.
6월 22일 오전 9시 30분, 대령 표도르 쿠즈네초프의 3 기계화 군단, 12 기계화 군단의 반격을 저지하기 위해, 4 기갑군은 측면 공격을 위해 두비사 강을 도하했다. 정오에는 소련 사단이 후퇴하기 시작했다. 독일군은 라세이냐이에서 휘어지기 시작하며, 쿠즈네초프는 다음 날 반격을 위해 기갑 사단을 집중했다. 그 날 밤에는 소련군이 두비사 강 뒤로 후퇴하기 시작했다. 카우나스 북서부에서, 에리히 폰 만슈타인의 51 기갑 군단은 두비사 강에 도달하며 아리오갈라의 도로를 통해 전진했다. 이 도로들이 없었다면, 독일 기갑 부대들은 거대한 자연적 도랑에 갇혔을 것이다. 다우가프필스는 완전히 배제되었다. 한편, 빌뉴스 남서쪽에서 3 기갑군은 11 군을 공격하기 위해 네만강을 도하했다.
6월 22일 밤에는 독일군이 네만 강을 도하하고 80km를 전진했다. 다음 날, 표도르 쿠즈네초프는 자신 휘하의 군들로 전투를 시작했다. 라세이냐이 근방에서, 독일 41 기갑 군단에게 소련 3 차량화 군단과 12 차량화 군단이 반격을 했다. 그러나, 소련의 기갑군들은 독일 공군에 의해 발견되고 샤울랴이 남서부에서 12 차량화 군단이 중항공 공격을 받는다. 이러한 공격은 소련 전투기들도 격추하며 큰 성공을 거두었다. 특히, 소련 23 기갑 사단은 매우 큰 피해를 입었다. 융커스 Ju 88의 루프트바페 1의 저고도 폭격으로, 40대의 차량과 탱크가 파괴된다. 이 전투는 나흘 간 진행되었다.

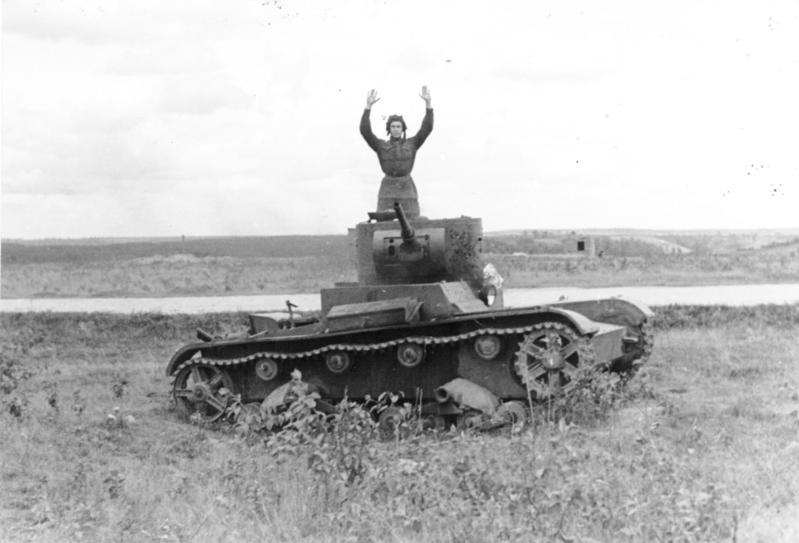
소련의 T-26 탱크가 독일군의 공격을 받고 항복한 모습.

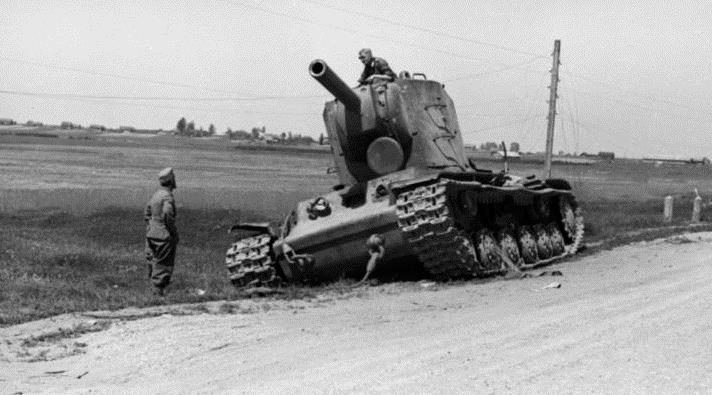
소련 6 기갑 사단의 KV-2 전차의 모습.

독일군은 처음으로 KV 전차로 구성된 소련군과 맞닫였다. 3 차량화 사단 하의 E. N. 솔릭켄의 2 전차 사단은 6 기갑 사단을 지나치고 6월 23일 스카우드빌레 근처에서 공격당했다. 독일의 35(t) 전차와 대전차 무기는 소련의 중전차에 실질적인 피해가 있었고 일부는 탄약이 떨어졌으나 대전차 무기를 이용하여 탈취하고 운전하였다. 먼저 대포, AA건, 혹은 대전차 자석지뢰를 이용하여 전차를 파괴할려는 시도가 있었다. 1 기갑 사단의 튀링겐족이 이 전투를 설명했다.
KV-1과 KV-2 전차는 우리가 만난 진정한 적이였다! 우리 부대는 800야드 떨어진 곳에서 사격을 시작했고, 효과가 있었다. 우리는 점점 적과 가까이 이동했고, 관심을 가지지 않을 정도로 접근했다. 우리는 50-100야드에서 서로를 마주쳤다. 눈에 띄는 사격으로 놀라울 정도의 교환비가 이루어졌다. 러시아 전차가 진격을 계속했고, 그들에게의 사격은 모두 튕겨져나갔다. 따라서, 우리는 보병과 전차 연대에 대해 경고 상황에 직면했다. 우리 연대는 그들의 진격로를 돌아서 소리를 내었다. 그 이동 과정에서 우리는 일부가 30-60야드까지 진격하는 데 성공했다. 러시아의 반격이 시작되었다. 전면 보호 및 전투가 계속되었다.

다음 날, 1대의 KV-2 중전차가 라세이냐이 교차로에서 독일 6 기갑사단을 자르며 두부사에서 교두보를 형성했다. 무기가 떨어질때까지 대전차 무기의 공격을 받아 하루 정도 진격이 멈추어졌다.
6월 23일 남쪽에서, 대위 모조로프의 11 군은 네만 강의 카우나스에서 요나바 30마일 북동쪽으로 이동했다. 6월 25일 저녁, 소련 8 군은 리가로 후퇴하고, 11 군은 데스나강의 빌뉴스로 후퇴했다. 소련군은 우크메르게에서 다우가프필스까지 벌어졌다.
6월 26일, 독일 41 기갑 군단 하의 1 기갑 사단와 36 보병 사단은 소련 차량화 사단의 후방을 장악하고 포위했다. 소련 3 차량화 군단은 연료를 모두 소모하고 E. N. 솔린킨의 2 기갑 사단은 전멸했다. 5 기갑 사단과 84 차량화 소총 사단은 심각한 차량 및 인력 부족에 시달렸다. 12 차량화 군단은 포위에서 탈출하나, 연료와 탄약의 부족에 시달렸다.
소련은 6월 26일 리예파야, 벤츠필스, 리가에서 소련 발틱 함대가 탈출했다. 한편, 만슈타인의 45 기갑 군단은 다우가바강을 도하하고 다우가프필스 근처까지 전진했다.

## 작전의 결과
다우가바강의 다리 점령과 다우가프필스를 점령한 후, 45 기갑 군단은 교두보를 확대했다. 6월 25일, 원수 세묜 티모셴코는 쿠즈네초프에게 다우가바강에서의 방어를 위해 8 군에게 강의 오른편에서 리가-리바니를 방어하고, 11 군에게 리바니-카라슬라바 방어를 맡겼다. 대령 쿠즈네초프는 소장 버르제인의 27 군을 이용하기로 했다. 27 군은 히우마섬과 사레마섬에서 리가로 상륙하며 다우가프필스로 전진했다. 동시에 소련 최고 사령부(스타브카)는 소장 레리우센코의 21 차량화 군단과 모스크바 군의 27 군을 보냈다. 21 차량화 군단은 98대의 전차와 129정의 총이 있었다.
6월 28일 오전 5시에, 레리우센코는 쿠즈네초프 근처의 독일 교두보를 파괴하기 위해 다우가프필스를 공격했다. 에리히 폰 만슈타인의 군은 다우가바강에서 진격을 멈추었으나, 다음 날 다우가프필스-오스트로프 고속도로를 공격했다. 6월 29일 오후에 리가가 점령되고, 독일은 다우가바강 철도 다리를 건너기 시작했다. 6월 30일 소련군이 강 동부로 후퇴하고, 7월 1일 에스토니아 전역이 점령되었다. 이제 독일에게 귀중한 기회가 주어졌다. 즉시 진격이 시작되면서 소련은 레닌그라드 방어가 거의 불가능한것처럼 보였다. 그러나, 사령부 명령에 의해 보병이 도착할 때까지 진격을 멈추어야 했다. 결국 일주일 동안 기다려야 했다.
대령 쿠즈네초프가 세묜 티모셴코에게 해임되고 8 군의 사령관은 소브니코프는 7월 4일 전선에 참가했다. 세묜 티모셴코는 6월 29일 북서 전선군에 대해 다우가바강에서 후퇴할 경우 다음 강인 벨리카야강까지 후퇴하고 모든 군대는 포상을 설치했다. 이에도 불구하고, 벨리카야 강의 도로, 철도 교량은 7월 8일 점령당했다. 7월 9일에는 프스코프가 점령되었다. 11 군은 드노까지 후퇴하라는 명령을 내렸다. 북서부 전선군은 독일의 루가 포위와 벨리카야 강 점령으로 인해 붕괴되었고, 8 군은 핀란드만까지 후퇴했다. 그러나, 독일의 전진 중지 명령으로 인해 레닌그라드 포위전의 승리는 어려워지게 되었다.

## 추가 자료
- Zaloga, Steven J., Jim Kinnear, and Peter Sarson (1995). KV-1 & 2 Heavy Tanks 1939–1945. Oxford: Osprey Publishing. ISBN 1-85532-496-2.
- Steven H Newton, 'Panzer Operations on the Eastern Front- The Memoirs of General Raus 1941-1945' (2003) Da Capo Press ISBN 0-306-81247-9
- David Glantz (1998), 'Stumbling Colossus - The Red Army On The Eve of World War', Kansas. ISBN 0-7006-0879-6
- David Glantz (2002), 'The Battle for Leningrad 1941-1944', Kansas. ISBN 0-7006-1208-4
- Christer Bergstrom, (2007) 'Barbarossa - The Air Battle: July–December 1941, Ian Allan Publishing.ISBN 1-85780-270-5